# Pointe-Calumet
Pointe-Calumet è un comune del Canada, situato nella provincia del Québec, nella regione di Laurentides.